# 丰荣街道
丰荣街道，是中华人民共和国辽宁省大連市普兰店区下辖的一个乡镇级行政单位。

## 行政区划
丰荣街道下辖以下地区：
孛兰社区、台山社区、古城社区、鑫荣社区、和平社区、新城社区、久寿社区、谷泡社区、东和社区、普东社区、鑫和社区、鞍子山社区、金厂村、北台村、马家沟村、拉树村、长山寺村、杏花村、朝阳村和大荒村。